# Daverdisse
Daverdisse (en wallon Davdisse) est une commune francophone de Belgique située en Région wallonne dans la province de Luxembourg, ainsi qu’une localité qui en fait partie. Ce village traversé par la Lesse et entouré de bois est situé au cœur de l'Ardenne belge.
C'est la moins peuplée des communes de la Région wallonne. Elle comprend quatre villages, qui étaient des communes à part entière avant la fusion de 1977 : Daverdisse, Gembes, Haut-Fays (ou se trouve le siège de la commune) et Porcheresse.

## Géographie

### Sections
| # | Nom         | Superf. (km²) | Habitants (2020) | Habitants par km² | Code INS |
| - | ----------- | ------------- | ---------------- | ----------------- | -------- |
| 1 | Daverdisse  | 11,30         | 133              | 17                | 84016A   |
| 2 | Porcheresse | 14,38         | 257              | 18                | 84016B   |
| 3 | Gembes      | 8,03          | 184              | 23                | 84016C   |
| 4 | Haut-Fays   | 23,13         | 808              | 35                | 84016D   |

La section communale la plus peuplée est Haut-Fays tandis que la moins populeuse est Daverdisse. La section la plus grande est Haut-Fays (23,13 km2) et la plus petite est Gembes (8,03 km2).

#### Localités et lieux-dits
La commune compte plusieurs lieux-dits dont Lavrinchenet, Tringlanfontaine, Bois de Laloux, Taille des Huttes, Francs Quartiers, Hadjeaux, Monseufoy, Tienne de Gibet, chemin des Minires, Proigy, Draudages, Gros bois, Fond des Sartais, Bois des Fouches, Hazelle, Gerhenne, Sous la Hazelle, Virée aux Épines, Goubierdure, Les Scottons, Spèches, Par-delà-L'eau, Goutelles, Fagnes, Chicheron, Rys de Bissu, Barbouillons, Mont et Sclassin. 

Localités daverdissoises
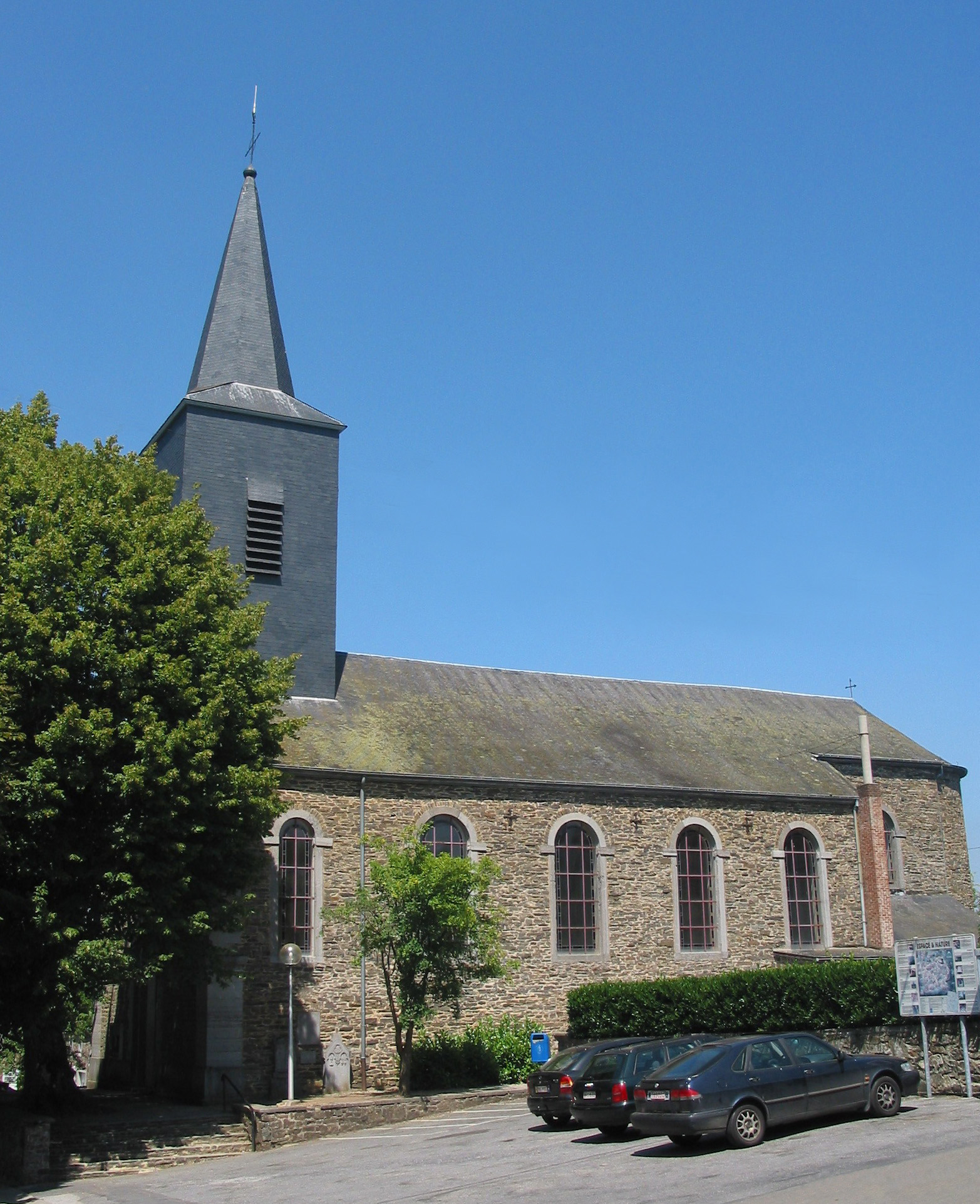
L'église de Daverdisse.
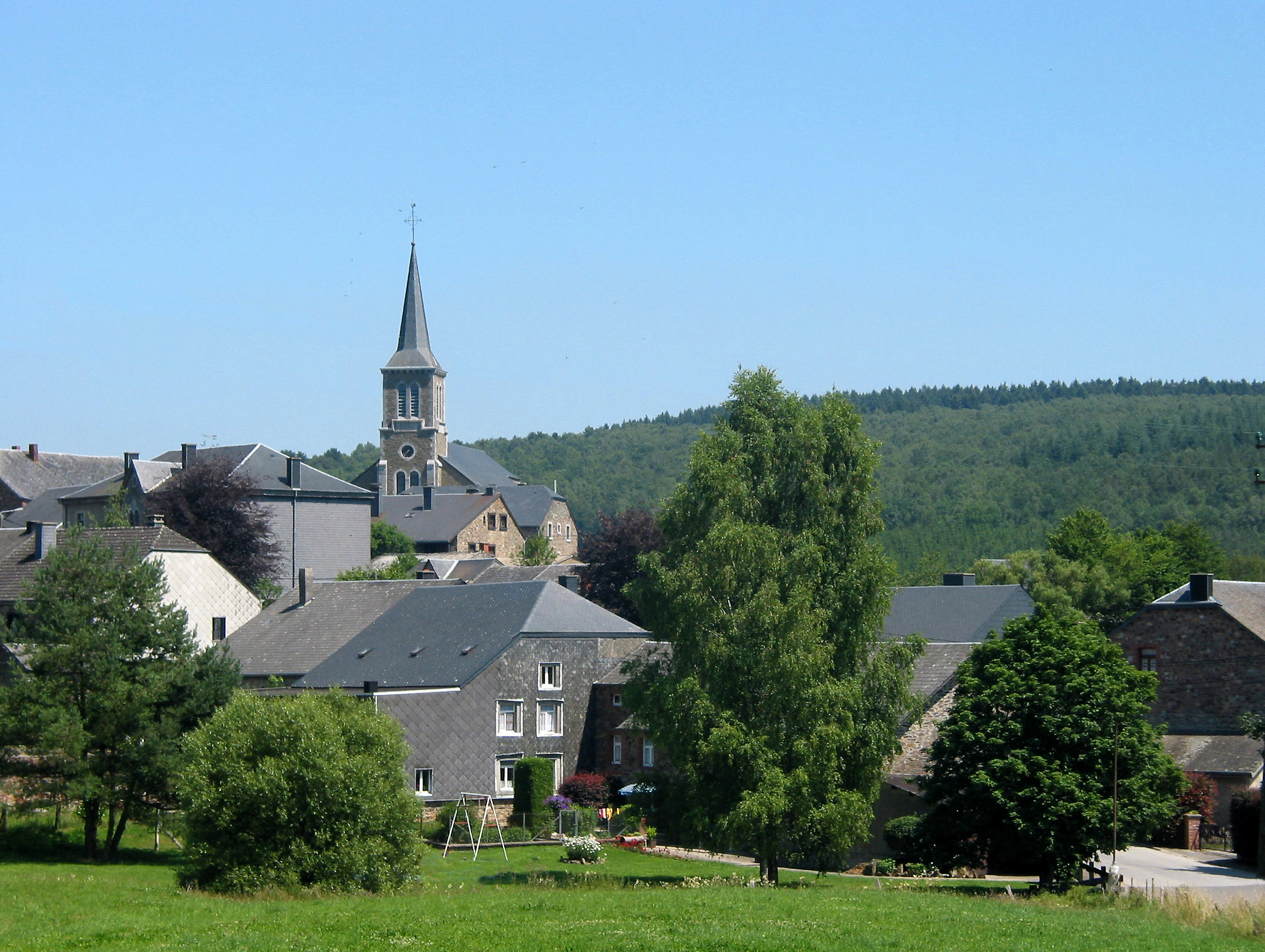
Vue de Gembes.
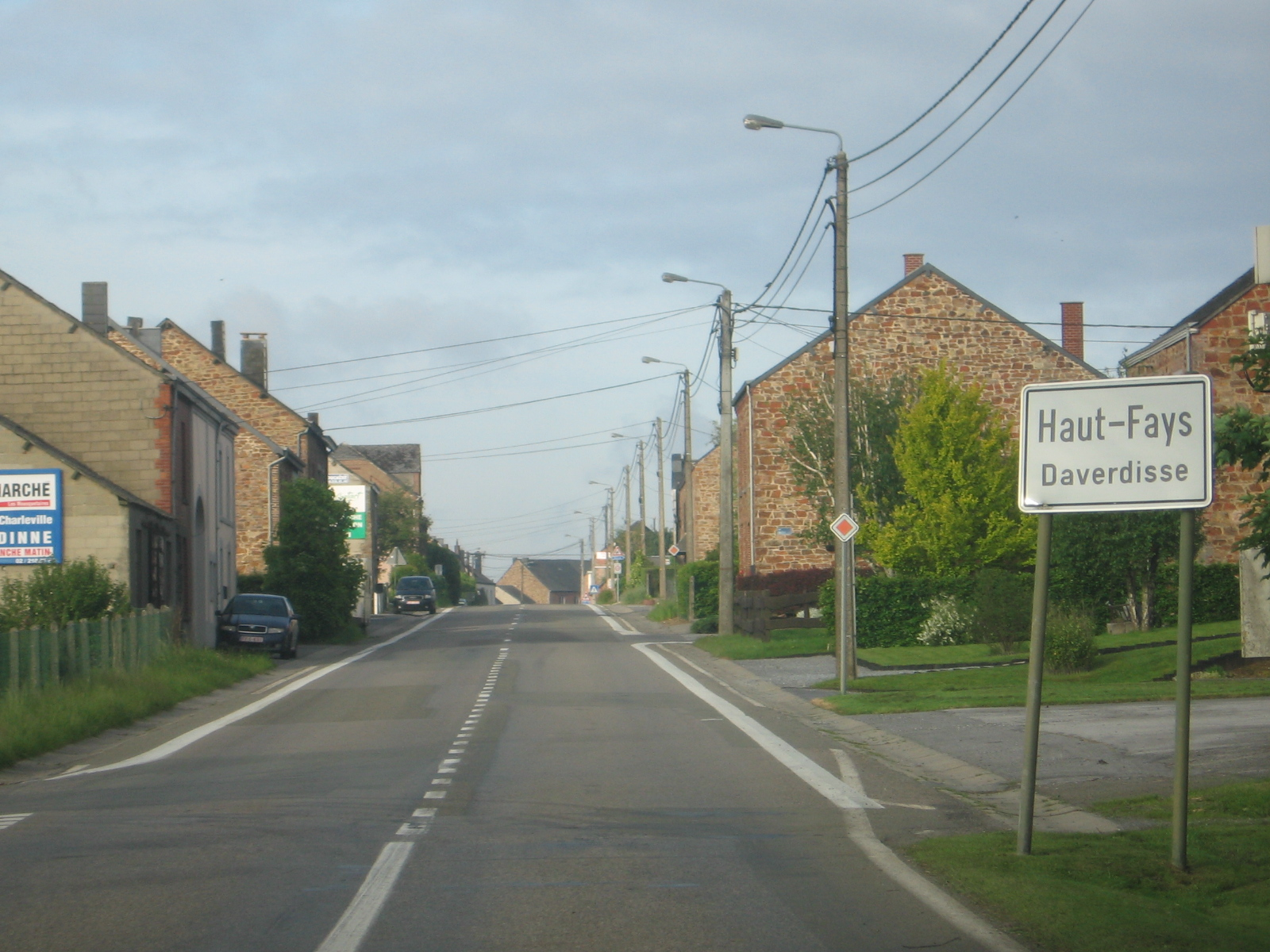
Vue de Haut-Fays.
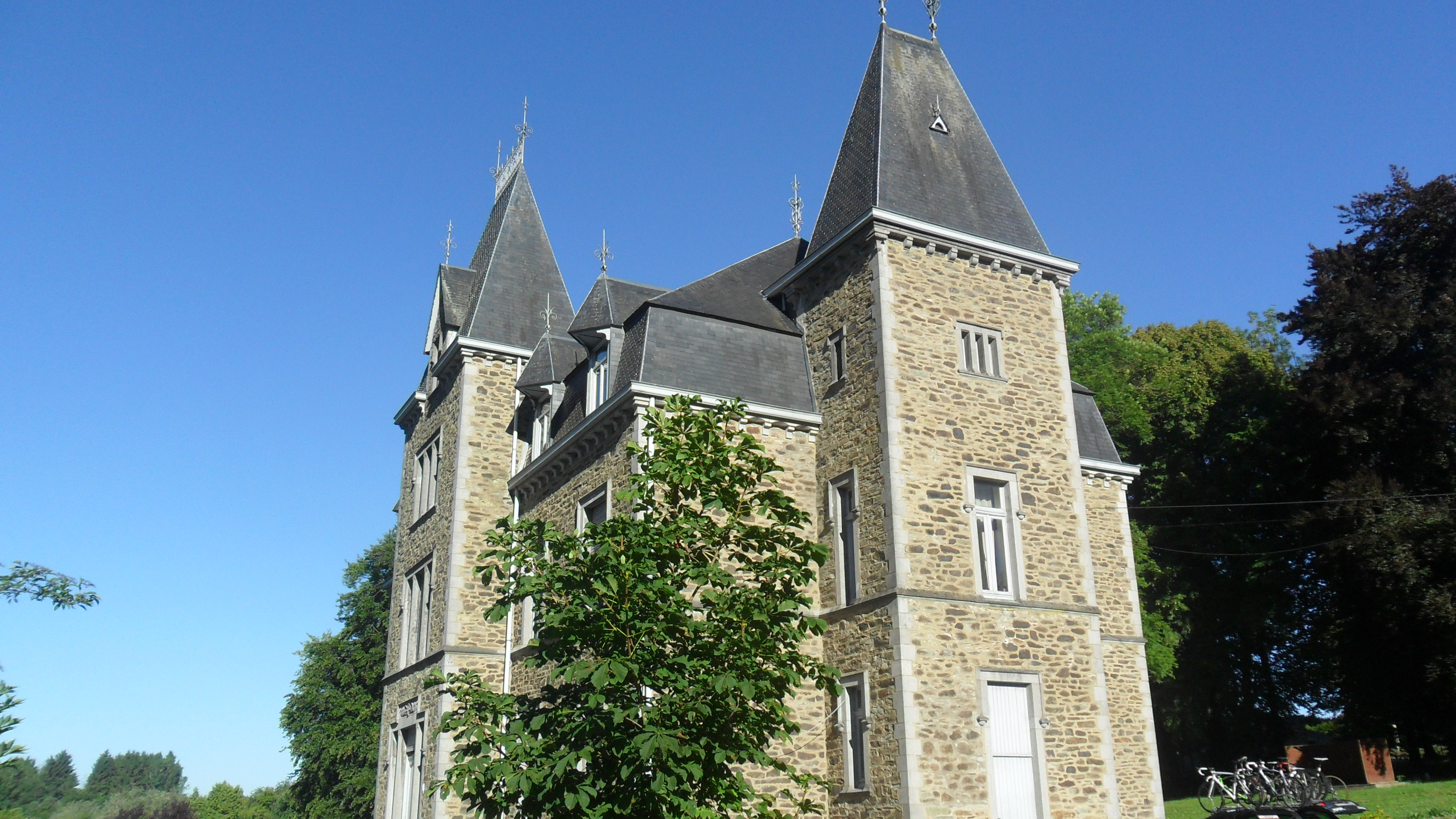
Château de Porcheresse.

### Localisation

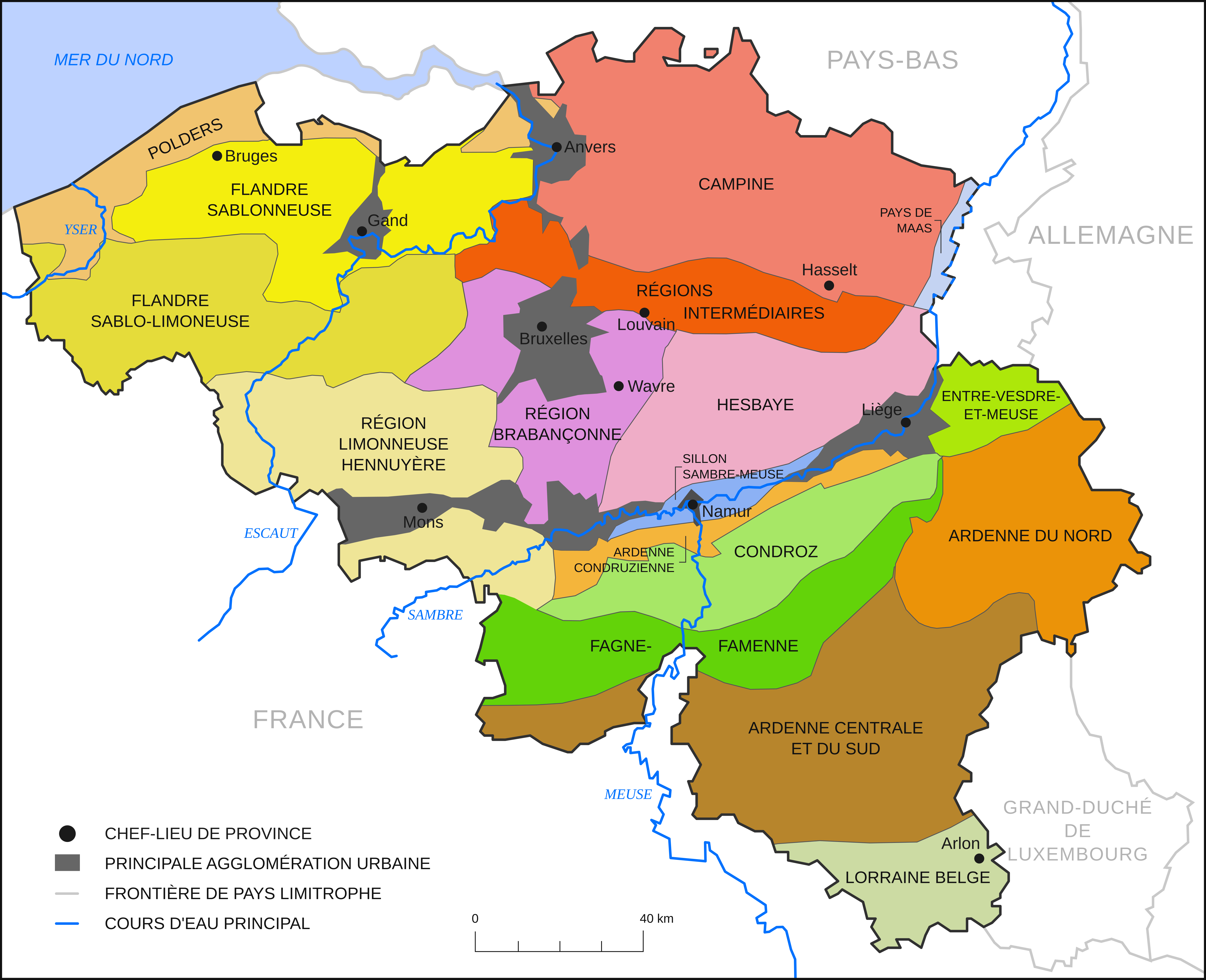
Les régions naturelles de Belgique. En marron, l'Ardenne centrale et du sud. Daverdisse s'y trouve.

La commune est située dans le sud de la Belgique, au sud-est de Beauraing. Il se situe dans les forêts ardennaises, entre la France et la route européenne 411.
En distances orthodromiques, elle est distante de 34,7 km de Neufchâteau (chef-lieu de l'arrondissement administratif), de 67 km d'Arlon (chef-lieu de la province), de 52,8 km de Namur (capitale de Wallonie), de 105,1 km de Bruxelles (capitale de Belgique), de 96,3 km des Pays-Bas (Eijsden), de 81,2 km du tripoint Allemagne-Belgique-Luxembourg (Lieu des 3, le point le plus proche de l'Allemagne), de 52,6 km du Luxembourg (Boulaide), de 13 km de la France (Les Hautes-Rivières), de 191,4 km de la côte belge (Knocke-Heist).
Les frontières de la commune sont majoritairement définies par des frontières naturelles. La frontière avec Libin est ainsi définie par le ruisseau de Houssi et sa vallée, par le ruisseau de Bezou et sa vallée, la Lesse, le ruisseau de Chicheron et l'Our; avec Paliseul par l'Our et un de ses affluents; avec Bièvre par la Rencenne et le ruisseau de Proigy; avec Beauraing par la Wimbe; avec Wellin par le ruisseau de Gaudru, l'Almache et la Lesse.

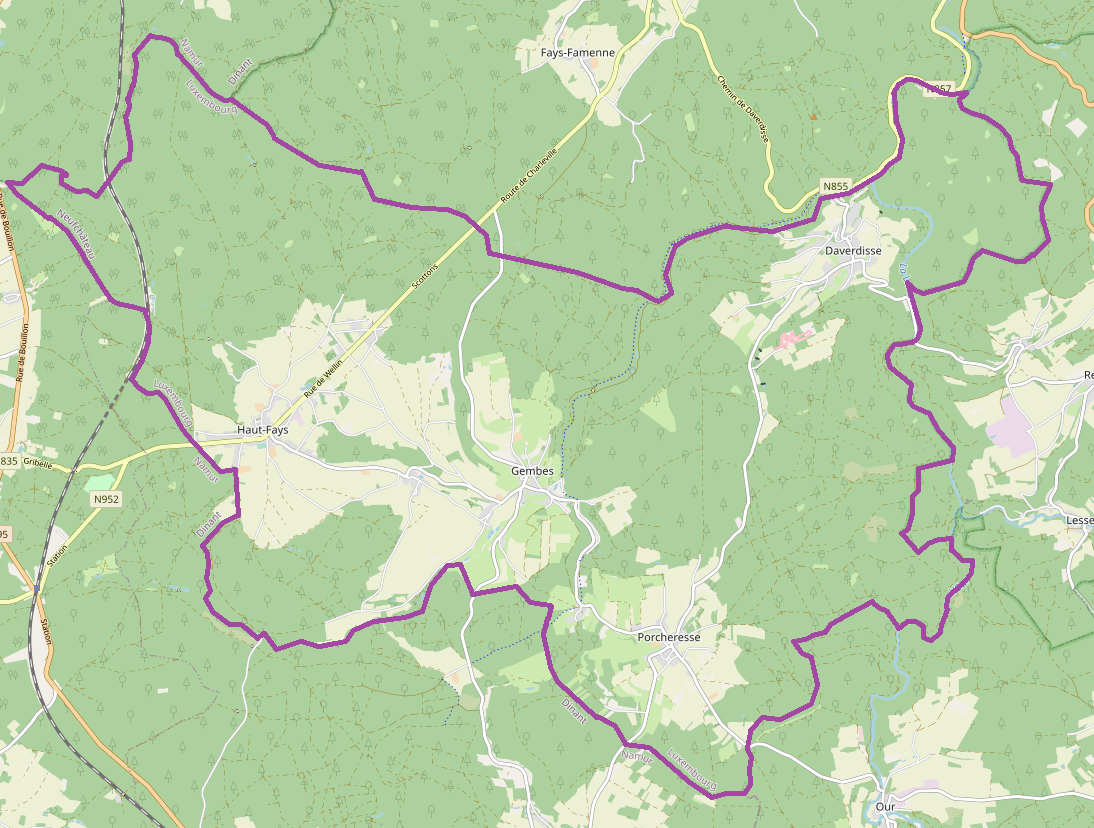
Carte OpenStreetMap.

### Communes limitrophes
| Beauraing (Namur) Gedinne (Namur) | Wellin     |          |
|                                   | Daverdisse | Libin    |
| Bièvre (Namur)                    |            | Paliseul |

### Géologie et relief
La commune se situe entre deux failles (failles de Vencimont et d'Opont) qui constituent le massif de Serpont. Les caractéristiques géologiques de la commune sont: le gédinnien supérieur (assise de Saint-Hubert) et le gédinnien supérieur (assise d'Oignies). Daverdisse se situe dans le Haut-Plateau de l'Ardenne, à la limite de la dépression de la Famenne. La faille de Vencimont perturbe l'avancée de la Lesse et confère un relief particulier à la région.
La faille qui se situe au nord du village de Daverdisse casse l'avancée des roches datant de la période siégenienne.
Le gédinnien, au niveau de Daverdisse, est composé de schiste, de phyllade, de siltite, de quartzophyllade, de grès et de quartzite.

#### Indice radioactif de Daverdisse
L'indice radioactif de Daverdisse est un phénomène géologique particulier situé sur la commune et concerne des uranifères dont on ne sait pas vraiment comment ils sont parvenus là. Sur ce site, plusieurs espèces uranifères inconnues en Belgique ont été découvertes: l'uraninite et la brannerite. Ce site fut découvert par la Faculté polytechnique de Mons dans le cadre d'une prospection pour l'uranium effectué par le Professeur Jean-Marie Charlet et Christian Dupuis.
La commune est, avec 18 autres communes de la province, particulièrement touchée par le radon 2b.

### Hydrographie
Quatre bassins hydrographiques se partagent la commune : celui de l'Almache (ou ruisseau de Gembes), de l'Our, de la Lesse et de la Wimbe. Ceux-ci font partie du bassin de la Meuse. La commune se situe entièrement dans le sous-bassin hydrographique de la Lesse. Avec ses 1 360 habitants, Daverdisse représente 2,17% de la population totale du sous-bassin. Le bassin versant daverdissois est l'un des plus boisés de Wallonie.
La commune est remplie d'aquicludes datant du Dévonien inférieur et d'aquifères alluviaux. Daverdisse est parsemée de sources. Il y a également des puits pour la distribution publique d'eau potable, des drains, des piézomètres et des sondes géothermiques.
Un barrage devait être construit en amont de la commune dans les années 1970, inondant les nombreuses vallées de la commune. Ce projet ne vit jamais le jour.

#### Rivières
L'état écologique et chimique des différentes rivières de la commune est bon. Ces rivières ont une superficie de 28,77 hectares, ce qui représente 0,51% de la superficie totale de la commune.
17 cours d'eau s'écoulent sur la commune : le ruisseau de Gembes, la Lesse, le ruisseau d'Ordenne, le ruisseau de Ranwenne, l'Our, le ruisseau de Bissu, le ruisseau de la Planchette, le ruisseau de la Durhez, la Rancenne, la Wimbe, le ruisseau du Pré aux Trembles, le ruisseau dit Chicheron, le ruisseau du Bezou, le ruisseau de Proigy, le ruisseau de Rochette, le ruisseau de Tinglinant Fontaine et la Mache.
| Classement des cours d'eau                  | Nombre de km sur la commune | Pourcentage |
| ------------------------------------------- | --------------------------- | ----------- |
| Cours d'eau navigables                      | 0 km                        | 0%          |
| Cours d'eau non navigables de 1er catégorie | 16,91 km                    | 22,6%       |
| Cours d'eau non navigables de 2e catégorie  | 24,92 km                    | 33,3%       |
| Cours d'eau non navigables de 3e catégorie  | 18,29 km                    | 24,4%       |
| Cours d'eau non classés                     | 14,71 km                    | 19,7%       |
| Total                                       | 74,83 km                    | 100%        |

Il existe plusieurs zones inondables. Trois zones présentent un risque élevé d'inondation : la Lesse au nord de la commune, l'Almache au niveau de sa confluence avec la Lesse et un affluent de l'Almache. Cinq zones présentent un risque moyen tandis que le reste des cours d'eau présente un risque faible d'inondation, excepté le Ri de Gaudru, le Ruisseau de Baret, le Ri de Bezou et le Ri de Chicheron. Il a été estimé qu'en 2050, la crue centennale augmenterait en débit de 20%, pour le scénario imaginé le plus pessimiste.
Il y a une cinquantaine de croisement de voiries avec des rivières situées sur la commune.

#### Traitement des eaux
En 2010, la commune comptait deux stations d'épurations situées près du village de Haut-Fays ayant un équivalent-habitants de 1 000 pour 1 336 habitants que comptaient la commune. Deux nouveaux projets de stations d'épuration devraient voir le jour: une à Porcheresse d'un équivalent-habitants de 400 et une à Gembes d'un équivalent-habitants de 300. Une autre devrait être construite au nord de Daverdisse. Il y avait en 2008 79% des 24,22 km du réseau d'égouts prévus.
La Société Wallonne Des Eaux (S.W.D.E.) exploite les captages situés à Daverdisse,; ils sont au nombre de 6 en 2013.

#### Patrimoine
Les rivières et l'eau en général ont laissé derrière elles plusieurs vestiges liés au patrimoine de la commune. Par exemple, on trouve 22 fontaines ou sources, 8 moulins, 3 ponts, un lavoir et une pompe à eau.
Un piste cyclable, anciennement une voie ferrée longeant l'Almache, permet de rejoindre Wellin à Bièvre en passant par Daverdisse.

### Climat
Le climat de Daverdisse est chaud et tempéré; d'après la classification de Köppen, le climat est de type Cfb. Avec ses 17,3 °C de moyenne, juillet est le mois de plus chaud tandis que janvier est le mois le plus froid. En termes de précipitations par an (mm), il pleut toute l'année. Le mois durant lequel il pleut le plus est décembre (104 mm) tandis que septembre est plus épargné (72 mm). La moyenne annuel de précipitations sur la commune est de 83,6 mm. On compte en moyenne 11 jours de pluie par mois pour décembre et mai contre 8 pour septembre.
| Mois                              | jan. | fév. | mars | avril | mai  | juin | jui. | août | sep. | oct. | nov. | déc. | année |
| --------------------------------- | ---- | ---- | ---- | ----- | ---- | ---- | ---- | ---- | ---- | ---- | ---- | ---- | ----- |
| Température minimale moyenne (°C) | −0,5 | −0,8 | 1,2  | 4     | 7,9  | 10,8 | 13   | 12,7 | 10,1 | 7,4  | 3,4  | 0,4  | 5,8   |
| Température moyenne (°C)          | 1,7  | 2    | 5    | 8,6   | 12,3 | 15,5 | 17,3 | 16,8 | 13,8 | 10,3 | 5,7  | 2,6  | 9,3   |
| Température maximale moyenne (°C) | 3,9  | 4,9  | 8,8  | 12,8  | 16,3 | 19,4 | 21,2 | 20,8 | 17,6 | 13,4 | 8,1  | 4,8  | 12,6  |
| Humidité relative (%)             | 88   | 85   | 80   | 74    | 75   | 74   | 74   | 76   | 79   | 84   | 90   | 89   | 80,6  |

#### Changement climatique
L'intensité des pluies dans le bassin versant de Daverdisse devrait augmenter dans les prochaines années tandis que d'autres régions en Belgique comme Butgenbach verront une baisse d'intensité des pluies, cela serait dû au changement climatique que connait le monde depuis quelques années et au fait que l'évapotranspiration est de plus en plus importante dans le bassin. L'intensité des précipitations neigeuses quant à elle est à la baisse. L'augmentation des précipitations serait à l'origine de l'augmentation des débits de crue.
Quatre scénarios concernant les changements possibles du climat à Daverdisse ont été réalisés en conséquence des possibles changements climatiques dans la région.

### Voies de communication et transports

#### Réseau routier
Il y a peu de routes sur la commune. La seule route nationale qui traverse la commune est en 1x1 voies et permet de relier la route nationale 95 (à Gribelle) aux routes nationales 94 et 86 (à Ave-et-Auffe), en passant par Haut-Fays, Lomprez et Wellin. L'intersection avec la route nationale 94 permet de rejoindre la route européenne 411 par l'entrée d'autoroute 23 Wellin.
Les autres rues principales de la commune sont la rue de Burnaifontaine (reliant Haut-Fays à Sclassin), le Mont (reliant Sclassin à Mont et à Gembes), la rue de Sodumont (reliant Gembes à Graide), la rue de Porcheresse ou du Moulin (reliant Gembes à Porcheresse), la rue de Graide (reliant Porcheresse à Graide), la rue du Chênal (reliant Porcheresse à Oûr), la rue de Fontenelle ou des Routis (reliant Porcheresse à Daverdisse), la rue des Barbouillons (reliant Daverdisse à Séch ri) et la rue de la Lesse (reliant Daverdisse aux routes nationales 857 et 855 qui longent la commune). Le réseau est mieux développé à Haut-Fays que dans les autres sections de la commune.
Daverdisse se situe au centre d'un réseau de routes nationales qui entourent la commune, comme la route nationale 95 reliant Menuchenet à Tilleul en passant par Bièvre et Gribelle, à environ un kilomètre de Haut-Fays; la route nationale 40 reliant Arlon à Givet (en France) en passant par Habay-la-Neuve, Léglise (permet de rejoindre la route européenne 411), Neufchâteau, Lamouline (permet de rejoindre la route européenne 411), Libramont-Chevigny, Libin, l'Euro Space Center (permet de rejoindre la route européenne 411), Hamayde (se situe à deux kilomètres de Daverdisse), Neupont (se situe à deux kilomètres de Daverdisse), Wellin et Beauraing; la route nationale 89 reliant Sedan (en France) à Vielsalm en passant par Bouillon, Menuchenet (permet de rejoindre la routa nationale 95), Bertrix, Libramont-Chevigny (permet de rejoindre la route européenne 411 et la route nationale 40), Saint-Hubert, la Barrière de Champlon (permet de rejoindre la route nationale 4), La Roche-en-Ardenne et la Baraque de Fraiture (permet de rejoindre la route européenne 25).
La route européenne 411, qui passe non loin de la commune, permet la liaison entre la route européenne 25 et Bruxelles en passant par Neufchâteau, Libramont-Chevigny, Namur, Ottignies-Louvain-la-Neuve et Wavre. Bien qu'isolée dans les Ardennes, le réseau routier très dense de la Belgique permet des liaisons assez rapides avec les grandes villes alentour.
En 2005, la route nationale est longue de 6,4 km et les routes communales sont longues de 119,7 km.

##### Ponts

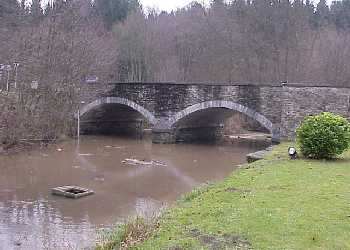
Le pont sur l'Almache.

Il existe quelques ponts à Daverdisse. La commune est parcourue par de nombreux ruisseaux et rivières ce qui fait qu'il faut construire des ponts sur les plus grandes rivières. Les cours d'eau ayant un petit débit sont canalisés en une sorte d'égouttage pour passer sous une route afin d'éviter d'y construire un pont.
- le pont des Gades est un pont du XIXe siècle en schiste à trois arches[C 2]. Il permet de franchir l'Almache. « Gates », en wallon, signifie chèvres; il porte ce nom car des troupeaux de chèvres broutaient les prairies avoisinantes. Il est classé[5].
- le pont de fer est un ancien pont vicinal. Il permettait une liaison du vicinal entre Graide et Wellin et permet de franchir l'Almache[6].
- le pont de Proiji situé à Haut-Fays[7].
- le pont de l'Ermite doit son nom à un saint qui aurait sauvé plusieurs habitants du village de la peste[C 2].
- le pont sur la Lesse était situé sur la Lesse.
- le pont des Barbouillons est situé sur la Lesse, à Daverdisse, et est composé d'une arche unique.
- le pont coin était situé sur la Lesse.
- le pont de Fays était situé à Haut-Fays.
- le pont des Cochettes était un pont en bois situé à Daverdisse.
- le pont de Mohimont Mosa était un ancien pont permettant de franchir la Lesse.
- le pont du Moulin était situé près d'un Moulin et permettait de franchir l'Almache.
- le pont Roche à Mortier est un ancien pont situé à Porcheresse.

#### Réseau ferroviaire
Il n'y a aucune gare à Daverdisse mais une ligne de train passe sur la commune sur environ 1,8 km, à l'extrême ouest de la commune. Les gares les plus proches sont celles de Gedinne et de Graide.

#### Réseau cyclable
Le réseau cyclable de Daverdisse est assez développé par rapport aux autres réseaux luxembourgeois. On y trouve l'ancien vicinal L518 devenu une piste cyclable (faisant partie du réseau RAVeL); la ligne relie le lieu-dit Les Damis, entre Gembes et Porcheresse, au lieu-dit Virée Dimanche, au nord-est de Daverdisse. Les autres réseaux sont tertiaires et relient Haut-Fays à Daverdisse, Haut-Fays à Porcheresse, Porcheresse à Daverdisse. Enfin, un réseau permet de rejoindre Nassogne et un autre Bouillon.

#### Réseau de transports en commun
Il y a 34 arrêts de bus sur la commune dont 30 pour la ligne 67 du TEC reliant Gedinne à Bouillon en passant par Curfoz, Nollevaux, Fays-les-Veneurs, Paliseul, Carlsbourg, Naomé, Graide et sa gare, Porcheresse, Gembes, Haut-Fays et la gare de Gedinne.

## Urbanisme

### Occupation du sol
120 ha, soit 2,1% de la superficie de la commune, sont artificialisés. Une grosse partie est occupée par des habitations.
| Catégories                                                              | Ha  | %    |
| ----------------------------------------------------------------------- | --- | ---- |
| Terrains résidentiels                                                   | 85  | 1,5  |
| Terrains occupés par des commerces, bureaux et services                 | 2   | 0    |
| Terrains occupés par des services publics et équipements communautaires | 3,9 | 0    |
| Terrains à usage de loisirs et espaces verts urbains                    | 12  | 0,2  |
| Terrains occupés par des bâtiments agricoles                            | 10  | 0,2  |
| Terrains à usage industriel et artisanal                                | 2   | 0    |
| Terrains dévolus au transport                                           | 2,8 | 0    |
| Carrières, décharges et espaces abandonnés                              | 2,1 | 0    |
| Bâtiments spéciaux                                                      | 0,1 | 0    |
| Total                                                                   | 120 | 2,1% |

5 417 ha, soit 25,2% de la superficie de la commune, sont non artificialisés. Les forêts occupent une grande partie de la commune.
| Catégories                                      | Ha    | %     |
| ----------------------------------------------- | ----- | ----- |
| Terres cultivées et cultures permanentes        | 946   | 16,6  |
| Prés et pâtures                                 | 468   | 8,2   |
| Forêts, bois et production de « sapin de Noël » | 3 849 | 67,9  |
| Terres vaines et vagues                         | 97    | 1,7   |
| Milieux naturels non exploités                  | 53    | 0,9   |
| Plan d'eau et principaux cours d'eau            | 5     | 0     |
| Total                                           | 5 417 | 95,2% |

154 ha, soit 2,7% de la superficie de la commune, sont des terrains non cadastrés ou de nature inconnue comme les voiries et les cours d'eau.
Les terres agricoles représentent 1 479,14 ha, soit 26,01% de la superficie de la commune. On y trouve des terres arables, des cultures permanentes, des friches agricoles mais surtout des surfaces enherbées pour le pâturage, qui représentent près des trois-quarts de la superficie agricole de la commune.
Les forêts et les milieux semi-naturels représentent eux 3 924,65 ha, soit 69,01% de la superficie de la commune dont 550,78 ha pour les conifères, 1 933,32 ha pour les feuillus, 0,76 ha pour les forêts mélangées, 1 326,28 ha pour des forêts de type non spécifié et 113,51 ha pour les milieux à végétation arbustives et herbacée.
Le plan de secteur comprend 5% de zones urbanisables sur la superficie totale de la commune et seulement 2% sont urbanisées; cela correspond à 301,1 ha sur 132,3 ha (en 2008).

### Morphologie urbaine
Le centre névralgique n'est pas, comme on pourrait le penser, le village de Daverdisse mais Haut-Fays. Entre ce dernier et Gembes, il y a une sorte de tissu urbain le long de la rue de Burnaifontaine. Porcheresse pourrait se raccrocher à ce tissu urbain mais est séparé par une zone boisée tandis que Daverdisse présente une morphologie urbaine détachée entièrement de celle de Haut-Fays - Gembes.
Outre ce petite tissu urbain au sein de la commune, il n'existe pas de lien direct avec une autre commune comme c'est le cas dans la plupart des communes situées le long de la Meuse.
C'est le long de la route nationale 835, traversant Haut-Fays, qu'on trouvera la plupart des commerces de la commune. Dans ce village, on y trouve un cimetière, une église, l'administration communale mais aussi une école et un distributeur de billets. Le Centre Touristique de Daverdisse se situe lui dans le village du même nom.
La commune est faiblement dépendante d'elle-même.

### Logements et bâtis
En 2001, la commune comptait 567 logements (compris dans les 1 330 396 logements que comptait la Wallonie). Près de la moitié de ces logements dataient d'avant la seconde guerre mondiale.
| Période     | Daverdisse | Wallonie |
| ----------- | ---------- | -------- |
| Avant 1946  | 47%        | 33%      |
| 1946 - 1970 | 16%        | 17%      |
| 1971 - 1990 | 13%        | 15%      |
| 1991 - 2001 | 6%         | 7%       |
| Inconnu     | 18%        | 28%      |

| Période     | Pourcentage |
| ----------- | ----------- |
| Avant 1900  | 25,1%       |
| 1900 à 1918 | 10,56%      |
| 1919 à 1945 | 14,05%      |
| 1946 à 1961 | 10,05%      |
| 1962 à 1970 | 7,97%       |
| 1971 à 1981 | 12,84%      |
| Après 1981  | 19,43%      |

### Projets d'aménagement
- Des projets d'aménagements devraient avoir lieu au cœur de Porcheresse[V 3], dont le revalorisation de l'ancienne maison communale (qui deviendra une maison de village)[CM 3], pour un budget de plus de 630 000 €.
- Le presbytère de Haut-Fays devrait être réhabilité[V 3].
- Aménagement de la maison de village de Gembes et de ses abords[9] ainsi que celle de Daverdisse[CM 3].
- Une voie lente vers Bièvre[9].

## Population et société
La commune, tout comme Burg-Reuland et Rouvroy, a connu un exode rural car particulièrement enclavée.

### Évolution démographique avant la fusion de 1977
- Source: DGS, 1831 à 1970=recensements population, 1976= habitants au 31 décembre

### Évolution démographique de la commune fusionnée
En tenant compte des anciennes communes entraînées dans la fusion de communes de 1977, on peut dresser l'évolution suivante:
Les chiffres des années 1831 à 1970 tiennent compte des chiffres des anciennes communes fusionnées.
- Source: DGS , de 1831 à 1981=recensements population; à partir de 1990 = nombre d'habitants chaque 1 janvier[10]

### Composition de la population
|                            | Population (2001) | %    | Population (2011) | %    |
| -------------------------- | ----------------- | ---- | ----------------- | ---- |
| Total tous âges confondus  | 1 358             | 100% | 1 405             | 100% |
| Total des moins de 18 ans  | 267               | 20%  | 289               | 21%  |
| Total entre 18 et 64 ans   | 779               | 57%  | 822               | 59%  |
| Total des 65 ans et plus   | 312               | 23%  | 294               | 21%  |
| Femmes tous âges confondus | 689               | 100% | 709               | 100% |
| Femmes de moins de 18 ans  | 136               | 20%  | 146               | 21%  |
| Femmes entre 18 et 64 ans  | 377               | 55%  | 395               | 56%  |
| Femmes des 65 ans et plus  | 176               | 26%  | 168               | 24%  |
| Hommes tous âges confondus | 669               | 100% | 696               | 100% |
| Hommes des moins de 18 ans | 131               | 20%  | 143               | 21%  |
| Hommes entre 18 et 64 ans  | 402               | 60%  | 427               | 61%  |
| Hommes des 65 ans et plus  | 136               | 20%  | 126               | 18%  |

#### Pyramide des âges
La population de la commune est assez stable avec un léger boom démographique pour la population âgée de plus de 65 ans et un autre pour les moins de 15 ans.
| Hommes | Classe d’âge | Femmes |
| ------ | ------------ | ------ |
| 0      | 100 ans ou + | 1      |
| 0      | 95 à 99 ans  | 3      |
| 1      | 90 à 94 ans  | 9      |
| 15     | 85 à 89 ans  | 25     |
| 14     | 80 à 84 ans  | 25     |
| 20     | 75 à 79 ans  | 28     |
| 50     | 70 à 74 ans  | 49     |
| 52     | 65 à 69 ans  | 42     |
| 44     | 60 à 64 ans  | 41     |
| 48     | 55 à 59 ans  | 40     |
| 50     | 50 à 54 ans  | 48     |
| 40     | 45 à 49 ans  | 38     |
| 46     | 40 à 44 ans  | 37     |
| 34     | 35 à 39 ans  | 44     |
| 33     | 30 à 34 ans  | 31     |
| 36     | 25 à 29 ans  | 30     |
| 38     | 20 à 24 ans  | 40     |
| 38     | 15 à 19 ans  | 45     |
| 51     | 10 à 14 ans  | 50     |
| 54     | 5 à 9 ans    | 37     |
| 25     | 0 à 4 ans    | 30     |

### Enseignement
En 2001, aucun des élèves résidant dans la commune n'étaient scolarisés dans la commune contre 72 qui résidaient en dehors de la commune mais qui étaient scolarisés à Daverdisse.
Il y a trois écoles communales à Daverdisse dont une à Haut-Fays, une à Gembes et une à Porcheresse.
L'école communale de Gembes est constituée d'une classe unique en maternelle et primaire pour favoriser l'autonomie des élèves, basée sur le système Montessori.

### Sports

#### Football
Un club de football est enregistré à la commune, le Royal Haut-Fays Sport ASBL.

#### Motocross
Un club de motocross est enregistré à la commune, le Club de Motocross de Daverdisse.

#### Minifoot
Un club de minifoot est enregistré à la commune, le Club de Minifoot de Daverdisse.

#### Pêche
Une Société de pêche fédérée regroupant une cinquantaine de membres se situe sur la commune.

#### Kayak
Le kayak est autorisé sur la Lesse. Une aire d'embarquement et de débarquement se trouve sur la commune au niveau du Pont des Barbouillons.

### Cultes
Les lieux de cultes de la commune sont chrétiens. Il y a l'église Saint-Pierre de Daverdisse (Allée des Marronniers), l'église Notre-Dame de Porcheresse (rue de Graide), l'église Notre-Dame de Gembes (rue de la Culée) et l'église Saint-Remacle de Haut-Fays (Grand-Place).

#### Cimetières
Il y a un petit cimetière situé à droite du château de Daverdisse, dont l'accès s'effectue par la rue de la Lesse; un autre le long de la rue de Fontenelle au nord de Porcheresse; le cimetière de l'église Notre-Dame de Gembes à Gembes; et le cimetière de Haut-Fays, le long de la rue du Cimetière.

## Histoire
Daverdisse, et surtout son village éponyme, est connu depuis le Moyen Âge. Durant cette période, il appartient au domaine royal de Wellin. En 847, un seigneur offrit Daverdisse au Prince abbé de l'abbaye de Stavelot.
Daverdisse était une seigneurie sous l'Ancien Régime. Un seigneur ayant obtenu un droit de franchise pour l'utilisation de l'eau, pour alimenter ses viviers, assécha le ruisseau qui se nomme Franc Ri. Il prit ce nom car c'est sous l'Ancien Régime français qu'il fut exploité.
En 1729, la commune est pillés par des brabançons, fidèles à l'Empereur autrichien.
À la suite de la Révolution française, le système administratif change ; les registres paroissiaux sont supprimés et laissent place aux registres gérés par le maire, qui sera plus tard nommé bourgmestre. En 1795, il fait partie du département français de Sambre-et-Meuse, du canton communal de Wellin et de l'arrondissement de Saint-Hubert. C'est en 1816, à la suite d'une défaite de Napoléon, que la commune est rattachée à la province de Namur et par conséquent aux Pays-Bas; il changera d'arrondissement pour rejoindre celui de Dinant mais restera sous le canton de Wellin. En 1820, il passe sous administration luxembourgeoise et en 1834, à la suite de l'indépendance de la Belgique, elle devient une commune belge, dans la province de Luxembourg. Son arrondissement passe de nouveau à celui de Saint-Hubert.

### Guerres mondiales

#### Première Guerre mondiale
Porcheresse est entièrement brûlé dans la nuit du 22 au 23 août 1914.

#### Seconde Guerre mondiale
Lors de la Seconde Guerre mondiale, alors que s'opéraient des missions de bombardement sur des usines allemandes, plusieurs aviateurs étaient abattus dans le ciel ardennais. Les pilotes (anglais, américains et canadiens) erraient alors dans les forêts avant de trouver refuge chez les habitants. Grâce à la mise en place du Mouvement National Belge (MNB), les aviateurs étaient mis en relation avec les responsables du réseau Comète et étaient envoyés en Angleterre. 
Un refuge sera construit à Porcheresse pour permettre aux aviateurs de se réfugier en attendant leur rapatriement.
Ce refuge de Porcheresse (Daverdisse) était un des six camps secrets organisés par la Mission Marathon. Dirigée en Belgique par Albert Ancia, cette Mission Marathon visait à mettre des aviateurs alliés à l’abri dans des camps, plutôt que de les évacuer par les filières d’évasion classiques. Abattus en territoires occupés, ils étaient acheminés depuis tout le pays vers l'Ardenne, en passant par Namur ou Liège. Ils allaient rester dans ces camps pendant l'été de 1944, jusqu’à la Libération. Six camps ont ainsi été établis en Ardenne. Le camp de Porcheresse (Daverdisse) était dirigé par Emile Roiseux, qui avait tout d’abord servi de guide pour le réseau d’évasion Comète. Plus de trente aviateurs ont ainsi été cachés dans le camp, avant d’être transférés vers d’autres camps, tels ceux de Villance ou de Bohan, où ils sont restés jusqu’à l’arrivée des troupes américaines. Plusieurs habitants de la région ont contribué à la sécurité et au ravitaillement des aviateurs.

## Héraldique
|  | Blasonnement : d'azur à deux léopards d'or. - Délibération communale : 21 août 2014 - Arrêté de l'exécutif de la communauté : 10 décembre 2014 - Moniteur belge : 23 février 2015 Source du blasonnement : Armorial des communes de la province de Luxembourg |

## Politique

### Administration communale

#### Collège et conseil communal 2024 - 2030
Ci-dessous, le tableau des résultats des élections communales de 2024.
| Parti | Parti        | Voix (2024) | Voix (2018) | % (2024) | % (2018) | +/-     | Sièges | +/- | Collège |
| ----- | ------------ | ----------- | ----------- | -------- | -------- | ------- | ------ | --- | ------- |
|       | POUR !       | 848         | 652         | 94,64%   | 67,36%   | 27.28 % | 9 / 9  | 2.0 | Oui     |
|       | RDPW         | 48          | -           | 5,36%    | -        | 0.0 %   | 0 / 9  | 0.0 | Non     |
|       | COMM'1ACTION | -           | 316         | -        | 32,64%   | 0.0 %   | - / 9  | 2.0 | Non     |
| Total | Total        | 896         | 968         | 100 %    | 100 %    |         | 9      |     |         |

| Collège communal   |                      |        |
| ------------------ | -------------------- | ------ |
| Bourgmestre        | Patricia Poncin      | POUR ! |
| 1er Échevin        | Maxime Léonet        | POUR ! |
| 2e Échevine        | Mylène Leyder        | POUR ! |
| 3e Échevin         | Jean-Claude Vincent  | POUR ! |
| Présidente du CPAS | Marie-Noëlle Nicolas | POUR ! |

### Intercommunalité
Daverdisse est membre de l'intercommunalité iMio, Idelux, Sofilux, Aive, Ores, Vivalia, Ifigia.
- Idelux

Idelux est un regroupement de cinq intercommunalités liées notamment à l'entreprise, aux projets communaux, aux déchets et à l'eau.
- Sofilux

Avec 43 autres communes de Luxembourg, Daverdisse est membre de l'intercommunale Sofilux qui participe au financement de l'entretien et du développement du réseau électrique, du réseau du gaz, de l'énergie renouvelable.
- Vivalia

Avec 43 communes luxembourgeoises et trois communes namuroises, Daverdisse est membre de l'intercommunale Vivalia. C'est une intercommunale spécialisée dans les soins de santé comprenant 1 600 lits dans différents hôpitaux et maisons de soins de la région (Arlon, Virton, Libramont, Marche, Bastogne, Bertrix, Vielsalm, Athus, Chanly et Sainte-Ode).

### Tendances politiques et résultats
Les premières élections concernant la commune comme elle est établie maintenant, c'est-à-dire après la fusion des communes de 1977, ont eu lieu un an plus tôt, en 1976 (le 10 octobre). 1 072 habitants ont voté dont 478 pour les IC, 361 pour Listell et 228 pour le CN. Ce sont donc les IC qui remportèrent les élections avec 44,8% des voix.
Pour les élections du 10 octobre 1982, ce ne sont pas des partis à proprement parler qui se sont présentés mais des listes électorales sous le nom d'une personne. Il y a eu 1 044 votants dont 485 ont voté pour la liste Baijot, 360 pour la liste Lambert et 187 pour la liste Loiseau. C'est la liste Baijot qui remporta les élections avec 47% des voix et cinq sièges sur neuf tandis que la liste Lambert en obtint trois et la liste Loiseau, un seul.
Lors des élections de 1988, ce sont trois partis qui se sont présentés : C.2001, B.G.E.S. et P.L. Il y a eu 1 102 votants dont 581 votes pour C.2001 et 504 pour B.G.E.S.; P.L. n'a reçu que quatre votes. Avec quelques votes de plus que B.G.E.S., c'est C.2001 qui remporta les élections avec 53,35% des voix, soit cinq sièges sur neuf.
Aux élections de 1994, ce sont les partis CA, UC et Plets qui se présentèrent. Il y avait 1 066 votants dont 674 votèrent pour CA, 365 pour UC et 7 seulement pour Plets. CA remporta largement les élections avec 64,44% des voix pour six sièges sur neuf.
La liste UC se représenta aux élections de 2000 et récolta 410 votes contre 594 pour la liste E.C. et 3 pour la liste P.A.P.. Avec 58,99% des voix, soit 594 votes pour 1 035 votants, la liste E.C. remporta les élections avec six sièges sur neuf.
1 030 habitants ont voté en 2006 dont 573 (55,63%) pour Tous ensemble, 448 (43,5%) pour U.G.S. et 9 (0,87%) pour PPP. Tous ensemble récolta donc une majorité des voix et occupa cinq sièges sur neuf.
En 2012, ce sont les listes électorales du E.P.A., du EL et du U.G.S. qui se sont présentées. La liste U.G.S. les remporta avec 63,13% des votes pour un total de 1 040 votants. E.P.A. récolta 35,89% des voix et EL 0,98% des voix.
Les dernières élections communales ont eu lieu en 2018 et ce sont deux listes qui se sont présentées: Pour! et Comm'1Action. Avec 652 votes (67,36%) et sept sièges, c'est la liste Pour! qui remporta les élections contre 316 votes (32,64%) et deux sièges pour la liste Comm'1Action.

### Liste des bourgmestres
| Identité                             | Période     |
| ------------------------------------ | ----------- |
| Jacques André Marischal              | 1796 à 1812 |
| Baron Louis Tristan de Monin Rendeux | 1813 à 1829 |
| Jean Baptiste Robert                 | 1830 à 1836 |
| Thomas Lardinois                     | 1837 à 1843 |
| Nicolas Joseph Degée                 | 1844 à 1848 |
| Nicolas Joseph Remacle               | 1849 à 1870 |
| Jacques Joseph Marischal             | 1871 à 1887 |
| Alexandre Mergey                     | 1888 à 1892 |
| Florentin Tonnoir                    | 1893 à 1895 |
| Alex Oudar                           | 1896        |
| Adrien Jacquemart                    | 1897 à 1913 |

Depuis la fusion des communes, la famille Baijot était très présente au niveau de la politique locale.
| Identité        | Période            |
| --------------- | ------------------ |
| M. Baijot       | 1976 à 1982        |
| M. Baijot       | 1982 à 1988        |
| Pol Baijot      | 2006 à 2012        |
| Maxime Léonet   | 2012 à 2024        |
| Patricia Poncin | 2024 à aujourd'hui |

### Finances locales
Le budget au 1er janvier 2018 était de 1 571 105,10 € et de 1 578 212,25 € en 2019.
Les dépenses ordinaires s'élevaient à 3 626 865,61 € qui se répartissaient ainsi: les recettes et dépenses générales (75 €), les impôts et redevances (2 000 €), les assurances (55 350 €), les prélèvements (212 281,81 €), l'administration générale (795 708,12 €), le patrimoine privé (40 763,81 €), les services généraux (42 835 €), les pompiers (92 444,35 €), la justice et la police (121 265 €), les communications, la voirie et les cours d'eau (720 802,75 €), le commerce et l'industrie (21 197,46 €), l'agriculture (461 903,24 €), l'enseignement (269 703,17 €), les bibliothèques publiques (25 182,64 €), l'éducation populaire et les arts (234 721,45 €), les cultes (49 324,25 €), la sécurité et l'assistance sociale (270 402,11 €), l'aide sociale et familiale (3 750 €), les institutions de soins (15 659,59 €), la désinfection, le nettoyage et les immondices (142 311,94 €), les eaux usées (17 167,23 €), les cimetières et la protection de l'environnement (10 066,69 €)et le logement et l'urbanisme (21 950 €).
Les recettes ordinaires s'élevaient à 3 445 914,20 € qui se répartissaient ainsi: les recettes et dépenses générales (112 421,82 €), les fonds (930 587,43 €), les impôts et les redevances (769 475,10 €), les assurances (500 €), l'administration générale (67 718 €), le patrimoine privé (12 814,29 €), les services généraux (5 150 €), les communications, la voirie et les cours d'eau (146 536,65 €), le commerce et l'industrie (26 847,31 €), l'agriculture (1 138 454,41 €), l'enseignement (120 289,72 €), les bibliothèques publiques (11 454,74 €), l'éducation populaire et les arts (75 592,18 €), la sécurité et l'assistance sociale (23 440 €), les institutions de soins (152,46 €), la désinfection, le nettoyage et les immondices (200 €), les cimetières et la protection de l'environnement (3 500 €) et le logement et l'urbanisme (780,09 €).
Les dépenses extraordinaires s'élevaient à 2 168 027,23 € qui se répartissaient ainsi: les prélèvement (121 840 €), l'administration générale (57 500 €), le patrimoine privé (44 042,40 €), les communications, la voirie et les cours d'eau (946 766,63 €), l'agriculture (50 000 €), l'enseignement (69 500 €), l'éducation populaire et les arts (716 803,20 €), les eaux usées (109 100 €), les cimetières et la protection de l'environnement (49 875 €)et le logement et l'urbanisme (2 600 €).
Les recette extraordinaires s'élevaient à 2 174 259,36 € qui se répartissaient ainsi: les recettes et les dépenses générales (121 840 €), les prélèvements (622 154,91 €), le patrimoine privé (25 000 €), les communications, la voirie et les cours d'eau (719 926,63 €), l'éducation populaire et les arts (677 837,82 €) et les cimetières et la protection environnementale (7 500 €).

### Politique de développement durable
La commune s'est dotée d'un plan d'actions en faveur de l'énergie durable (PAED) dans le cadre de son adhésion à la Convention des Maires. Cette dernière est le résultat d'une initiative de la Communauté Européenne en 2007. Les objectifs de cette convention étaient d'atteindre en 2020 une réduction des émissions de CO2 de 20%, la réduction de la consommation énergétique et la production des énergies renouvelables.
Daverdisse veut entre autres rénover son parc de bâtiments dont 68% date d'avant 1970 et est donc pas isolé et vétuste.
En 2006, les émissions totales en tonnes de CO2 s'élevaient à 5 259 tonnes. En comparaison avec la province de Luxembourg, la moyenne est de 18 672 tonnes. L'objectif de réduction s'élevait à 1 052 tonnes pour Daverdisse et 3 734 tonnes pour la province. Le secteur qui produisait le plus de CO2 à Daverdisse était celui du logement avec près de 63,8% de la production de CO2. 81% de cette production de CO2 était émise par la consommation de produits pétroliers. De par son économie principalement tournée vers l'agriculture, la commune produisait 0,21 tonne de CO2 contre 0,15 tonne de moyenne pour la province; la commune produisait plus de CO2 concernant le logement que la moyenne provinciale avec respectivement 2,48 tonnes et 2,2 tonnes. La commue produisait moins de tonnes de CO2 pour les secteurs de l'industrie, du tertiaire et du transport.
Les bâtiments communaux dont la consommation était la plus importante étaient la Maison Communale, les écoles, les bâtiments culturels et sportifs et les églises.
Pour réduire un maximum la production de CO2, la commune tente de mettre en valeur le vélo, le covoiturage, l'éco-conduite, les transports en commun et les proxibus, et les voitures électrique ou à hydrogène.
Concernant les réductions énergétiques, la commune prévoit de pouvoir économiser jusqu'à 1 092 tonnes de CO2 en utilisant de photovoltaïque, 548 tonnes pour l'énergie thermique, 2 300 tonnes pour l'énergie éolienne, 775 tonnes pour la biomasse, 1 984,6 tonnes en biogaz et 53 tonnes dans la géothermie.
Avec toutes ces pistes potentielles d'économie d'énergie, Daverdisse devrait compenser 187% des émissions de CO2 totale.
La réduction des émissions CO2 par secteur devrait être de 49% pour le logement, 34% pour la commune, 7% pour l'agriculture, 5% pour le transport et 5% pour le territoire.

### Sécurité et secours
La commune fait partie de la zone de police Semois et Lesse pour les services de police, ainsi que de la zone de secours Luxembourg pour les services de pompiers. Le numéro d'appel unique pour ces services est le 112.

## Patrimoine et culture

### Patrimoine architectural

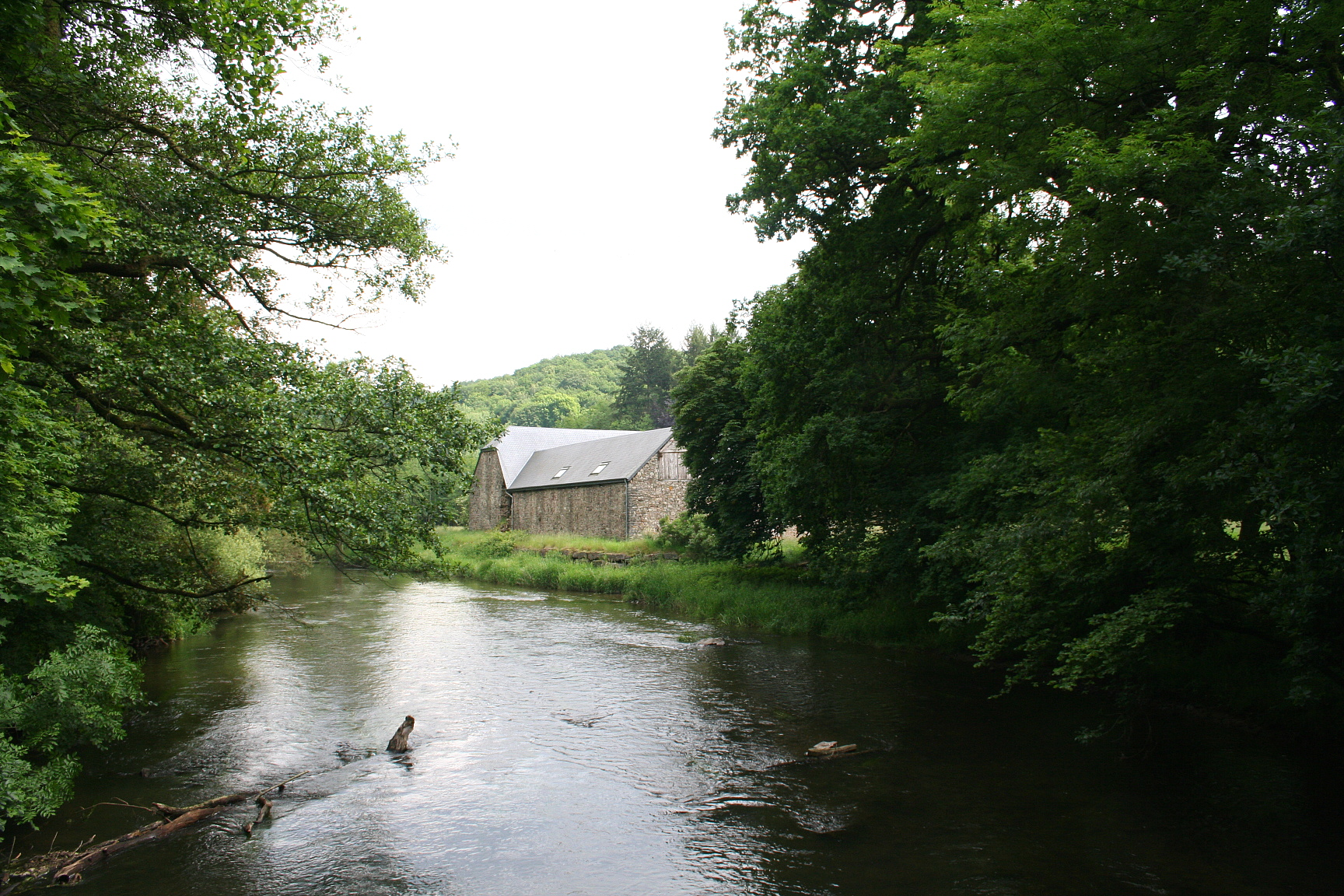
La Lesse et la ferme de Mohimont.

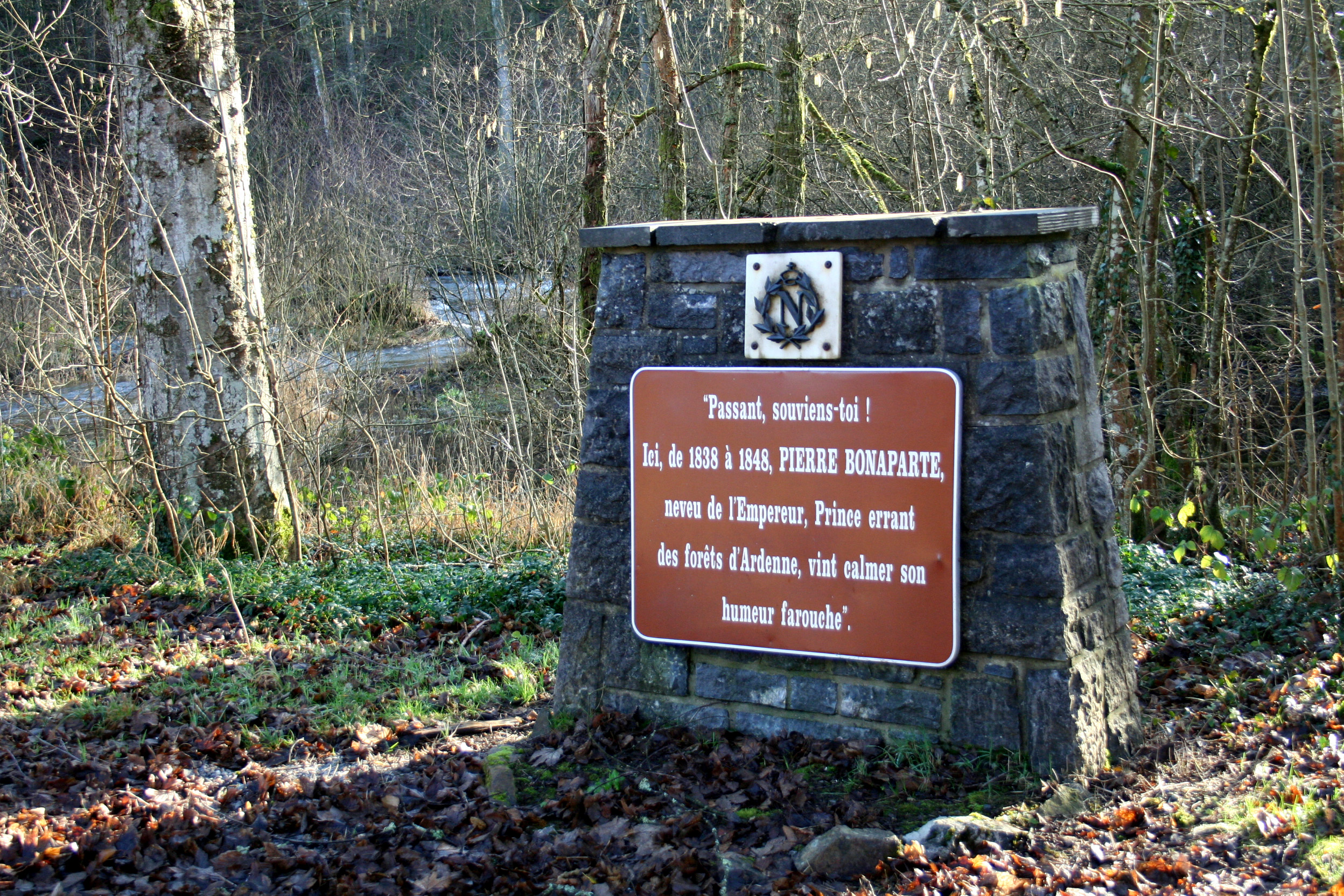
La stèle Pierre Bonaparte.

En 1721, Pierre Jacquemin donne l'autorisation pour la construction d'un moulin sur le ruisseau de Gembes.
À voir dans le village de Daverdisse et ses environs :
- l'église Saint-Pierre est un édifice néo-classique de 1847 ;
- l'ancien moulin sur l'Almache est aujourd'hui un hotel-restaurant ;
- l'ancien château des seigneurs de Daverdisse. Le château brûla en partie en 1929. La partie incendiée ne fut jamais reconstruite[LB 3];
  - la ferme de Mohimont, dont l'existence est attestée depuis au moins le XVIIIe siècle. De 1838 à 1848, Pierre-Napoléon Bonaparte, neveu de Napoléon Ier et cousin de Napoléon III, y vécut avec sa compagne Rose Hesnard, avant de rentrer en France à la suite de la révolution de 1848. Il reviendra s'exiler dans la région (à Nassogne) en 1870 après l'assassinat du journaliste Victor Noir. L'écrivain et poète Adrien de Prémorel aimait aussi s'y retrouver. "C’est une vieille ferme, longue, basse, et toute seule dans un fond de verdure". Elle ne se visite pas.

Mais aussi la grotte Notre-Dame de Lourdes, une machine à lever les eaux, le monument du Maquis, le trou de l'Ermite et la chapelle Sainte-Agathe.

### Patrimoine naturel
Trois sites sont classés sites de grand intérêt biologique: la vallée de l'Almache, la vallée de la Lesse ardennaise de Recogne à Halma et le Ry de Bissu.
Du point de vue du paysage, 16,2% de la commune se situe en périmètre d'intérêt paysager (PIP). 10 points de vue sont remarquables et 5 lignes de vue sont remarquables. Il y a également 18 alignements d'arbres, 21 haies et 44 arbres qui sont dits remarquables.

#### Parc naturel de l'Ardenne Méridionale
Le parc naturel de l'Ardenne Méridionale s'étend sur neuf communes (Wellin, Daverdisse, Gedinne, Bièvre, Paliseul, Vresse-sur-Semois, Bertrix, Bouillon et Herbeumont. Il réunit au moins 36 000 habitants pour une superficie de 945 km2, soit environ 38 hab/km2. C'est l'un des 12 parcs naturels de Wallonie.

#### Sites Natura 2000
Il y a quatre sites Natura 2000 sur la commune qui représentent près de 52% de la superficie communale: la Haute-Wimbe, le massif forestier de Daverdisse, la Haute Lesse et la vallée de l'Almache en amont de Gembes,.
- Massif forestier de Daverdisse

Le massif forestier entoure le village de Daverdisse et s'étire d'Halma à Gambes. Le nombre de biotopes est grand, on en recense une douzaine; parmi ces biotopes, il y a des forêts alluviales et marécageuses. Parmi la faune et la flore du site, on recense: la mulette perlière, la mulette épaisse, la lamproie de Planer, le chabot, le cuivré de la bistorte, la cigogne noire, la bondrée apivore, la gélinotte des bois, le martin pêcheur d'Europe, le pic noir et le pic mar.

### Vie culturelle

#### Art
Le retable de la passion est un retable situé dans l'église de Daverdisse. Il daterait du XVIe siècle. Dans un premier temps, on l'a attribué à Cornélius Floris de Vriendt avant de l'attribuer à un artiste local - bien qu'on en sache pas qui - après une restauration en 1996. Avant de se situer dans l'église, il se trouvait dans la chapelle castrale d'un château situé non loin.

#### Musées
Le musée du sabot est un musée évoquant l'histoire sociale de la région. En effet, les ardennais se chaussaient de sabots et cette industrie permettait à près de 70% des porcheressois de vivre. Cette industrie aurait permis à des déserteurs de l'armée napoléonienne de survivre en se cachant dans la forêt ardennaise avant de devenir sabotier.

### Gastronomie
Le chariot à fondue de Daverdisse est un chariot tiré par des chevaux de trait permettant de déguster dans le chariot une fondue. Cette dernière peut être bourguignonne, savoyarde ou autre. Le chariot propose des produits locaux et de saison.

## Économie
D'après des études statistiques effectuées en 2013, 459 habitants seraient pauvres d'après l'indice synthétique de pauvreté et 249 le seraient d'après le critère de la pauvreté monétaire, sur 1296 habitants que comptait la commune.
Daverdisse est classée comme une zone franche rurale. Elle présente des avantages fiscaux favorisant l'investissement et l'activité économique et touristique.
Una agence locale pour l'emploi (l'onem), se situe à Haut-Fays.
Depuis quelques années, beaucoup de flamands achètent une maison secondaire à Daverdisse.

### Socio-économie

#### Revenus disponibles
En 2001, les revenus du travail (salariés et indépendants) s'élèvent à 5 000 € (plus faible que l'arrondissement avec près de 6 000 € et de la région avec près de 5 700 €), les revenus de transferts (prestations familiales, ONEM, CPAS et pensions) s'élèvent quant à eux à près de 3 200 € (plus élevés que ceux de l'arrondissement et de la région, avec respectivement près de 2 700 € et près de 3 100 €), et les revenus du patrimoine (immobiliers et mobiliers) s'élèvent à près de 2 000 € (plus bas que l'arrondissement et la région avec respectivement près de 2 400 € et 2 700 €).
Les revenus du travail des habitants de la commune proviennent majoritairement de Daverdisse, des communes avoisinantes dans un rayon de 30 km, du Luxembourg, de Bruxelles et de Namur. Les habitants travaillent dans ces régions. Mais les revenus distribués à Daverdisse, c'est-à-dire des personnes venant travailler sur la commune mais n'habitant pas la commune, proviennent de Daverdisse et des communes avoisinantes (majoritairement). En 2001, la commune comptait ainsi 22 actifs résidant et travaillant dans la commune, 391 résidant dans la commune et travaillant dans la commune et 27 résidant hors de la commune et travaillant dans la commune.
La commune est qualifiée d'importatrice net, c'est-à-dire que les revenus rentrent dans la commune.

#### Revenu annuel par habitant
Les revenus par habitant ont plus que doublé en 16 ans (pour les revenus compris entre l'année 1990 et 2006) avec 6 591 € en 1990, 7 120 € en 1995, 8 472 € en 2000, 11 052 € en 2005 et 11 980 € en 2006.

#### Déchets
Les habitants jettent de moins en moins. En 2000, un Daverdissois jetait 814 kg de déchets ménagers contre 705 en 2008. Pour les ordures ménagères, les chiffres sont plus frappants, un habitant jetait 216 kg en 2000 contre 98 en 2008. Il y a eu une baisse des déchets des cartons mais moins significative (bien qu'entre 2000 et 2005 les déchets furent réduits de moitié) et les verres furent réduits également.
Il y a un parc à conteneur ainsi que cinq sites de bulles à verre.

### Tourisme
Daverdisse présente une offre de logements importantes par rapport à son nombre d’habitants. La commune comptait en 2010 un hôtel et 44 établissements de terroir agréés par le CGT, ce qui représentaient 363 lits.